# Alessandro Stradella (operă)
Alessandro Stradella  (titlul original: în germană Alessandro Stradella) este o operă romantică în trei acte compusă de Friedrich von Flotow, al cărei libret a fost scris de Friedrich Wilhelm Riese sub numele de Wilhelm Friedrich, premiera având loc la 30 decembrie 1844 în Stadttheater Hamburg. A fost prima operă a lui Friedrich von Flotow care a fost primită cu succes. Protagonistul operei, Alessandro Stradella, a fost o persoană reală: un compozitor cu o viață scandaloasă care a trăit în secolul al XVII-lea.

## Personaje
- Alessandro Stradella, un cântăreț și compozitor – (tenor)
- Bassi, un Venețian bogat – (bas)
- Leonore, protectoarea lui – (soprană)
- Malvolino, un bandit – (bass)
- Barbarino, un bandit – (tenor)
- elevii lui Stradella, măști, țărani, pelegrini, cetățeni onorabili, patricieni, (cor, figuranți)

## Conținut
Acțiunea se petrece în 1670 la Veneția și Roma

## Actul I
O piață mică din Veneția cu Vila Bassi
Bogatul venețian Bassi și-a pus în cap să se căsătorească cu drăguța sa Leonore, a cărei tutore este. Căsătoria ar trebui să aibă loc în ziua următoare. Cu toate acestea, Leonore nu este deloc impresionată întrucât este îndrăgostită de celebrul cântăreț Alessandro Stradella, iar această dragoste este reciprocă.
Din cauză că Bassi a aflat despre asta, supraveghează toate ușile casei pentru a-i zădărnici Leonorei orice ocazie de a fugi. 
Din fericire, chiar acum este Carnaval. Acest fapt îl avantajează pe Alessandro. Sub acoperirea unui număr de bărbați mascați, el reușește să-i arunce Leonorei la fereastra camerei o scară de frânghie pe care ea să poată coborî în gondolă sa. Cei doi îndrăgostiți se pierd în agitația carnavalului.

## Actul II
Locul nașterii lui Stradella lângă Roma
Alessandro și Leonore au întors spatele Veneției și au fugit la o casă de țară lângă Roma. Vor să se căsătorească și se pregătesc pentru nuntă. Ceea ce ei doi nu bănuiesc este că Bassi a aflat unde s-au ascuns.
Între timp, a angajat doi bandiți, Malvolino și Barbarino care trebuie să-l ucidă pe Alessandro și să i-o aducă în siguranță pe Leonore înapoi.
După nuntă, mirii au organizat o petrecere fastuoasă. Malvolino și Barbarino s-au amestecat și ei printre oaspeți, deghizați în pelerini. Când Alessandro interpretează romanța despre pictorul Salvator Rosa, cei doi ticăloși își abandonează rapid planul de a-l ucide pe cântăreț. Duioșia muzicii a reușit să impresioneze întreaga masă de oaspeți. Malvolino și Barbarino au voie să rămână în casă la țară ca oaspeți.

## Actul III
Pridvorul casei lui Alessandro Stradella
Bassi a așteptat multe zile degeaba vești despre moartea lui Stradella. Obosit să mai aștepte, și-a propus ca el însuși să vadă dacă lucrurile merg cum a plănuit. S-a supărat foc, când și-a dat seama că oamenii pe care i-a angajat au devenit aproape prieteni ai cântărețului atât de urât de el. Dar Bassi nu renunță. El le promite escrocilor o răsplată atât de mare pentru crimă, încât cei doi cedează și vor să îndeplinească misiunea.
Când Malvolino și Barbarino îi pândesc pe cântăreț, acesta tocmai începe să exerseze un imn în cinstea Fecioarei Maria, pentru festivalul bisericii din ziua următoare. Din nou, tonurile divine ale lui Stradella îi impresionează pe cei doi bandiți care cad în genunchi și se dezvăluie lui Leonore și Alessandro că sunt ucigași angajați de Bassi. Auzind și Bassi cântecul, se înmoaie și îi cere iertare fostei sale fiice și îi întinde mâna cu prietenie bărbatului odată urât.